# 中国国鉄DJJ2型電車
中国国鉄DJJ2型電車「中華之星」 （ちゅうごくこくてつDJJ2がたでんしゃ「ちゅうかのほし」、Zhōng Huá Zhī Xīng） は中華人民共和国鉄道部が開発した高速鉄道車両である。

## 概要
DJJ2型電車（中華之星）はDJJ1型電車（藍箭）の後継として高速鉄道などでの運用を念頭に開発が進められた。外観は新幹線700系電車と似ていて、技術も取り入れられている。色は青と白のストライプが主。なお、日本の新幹線車両で採用されている動力分散方式（電車）とは異なって、動力車と客車の組合せによる動力集中方式で、フランスのTGVと同様に両端に動力車を配して中間に付随客車を挟む編成である。電動車は株洲電力機車と大同電力機車が、付随車は長春軌道客車と四方機車車輛が製造した。
2002年12月に試験走行が行われ、最高速度は321.5km/hを記録したと報じられた。この試験走行は秦瀋旅客専用線の秦皇島駅（河北省） - 瀋陽北駅（遼寧省）間で行われたもの。同路線で2003年7月からは試験運行が開始されたが、信号システムが列車の運行と合わない、高速鉄道車両としては致命的な電気系統やブレーキ系統の故障の頻発など運用上のトラブルが相次ぎ、営業運転開始は遅れた。
この運行上のトラブルは、外国高速鉄道の発注の可能性やその是非をめぐる議論の材料の一つとなり、中国の鉄道高速化において、カナダのボンバルディア・ゼフィロやRegina，イタリアのフレッチャルジェント、日本の新幹線E2系電車とドイツのICE 3など海外の高速鉄道車両をベースとした車両の導入を主体とする現在の方針に繋がっている。
2005年夏に山海関駅（遼寧省）と瀋陽北駅との間で営業運転が開始されたが、最高時速は大幅に下方修正された160キロにとどまった。そしてその後も数々の問題が発生したため2006年8月2日の運行を最後に運用を離脱し、瀋陽の車両基地に留置され、営業運転再開の目処がたたなくなった。
2011年8月中国紙・南方週末が開発に関連し、2003年鉄道相についた劉志軍が、2005年に「中華の星の最高時速は160km/hでしかない」との理由で、研究開発の中止を決定し、日本やドイツ、フランスなどの技術を導入する方針へと切り替えたと報じた。

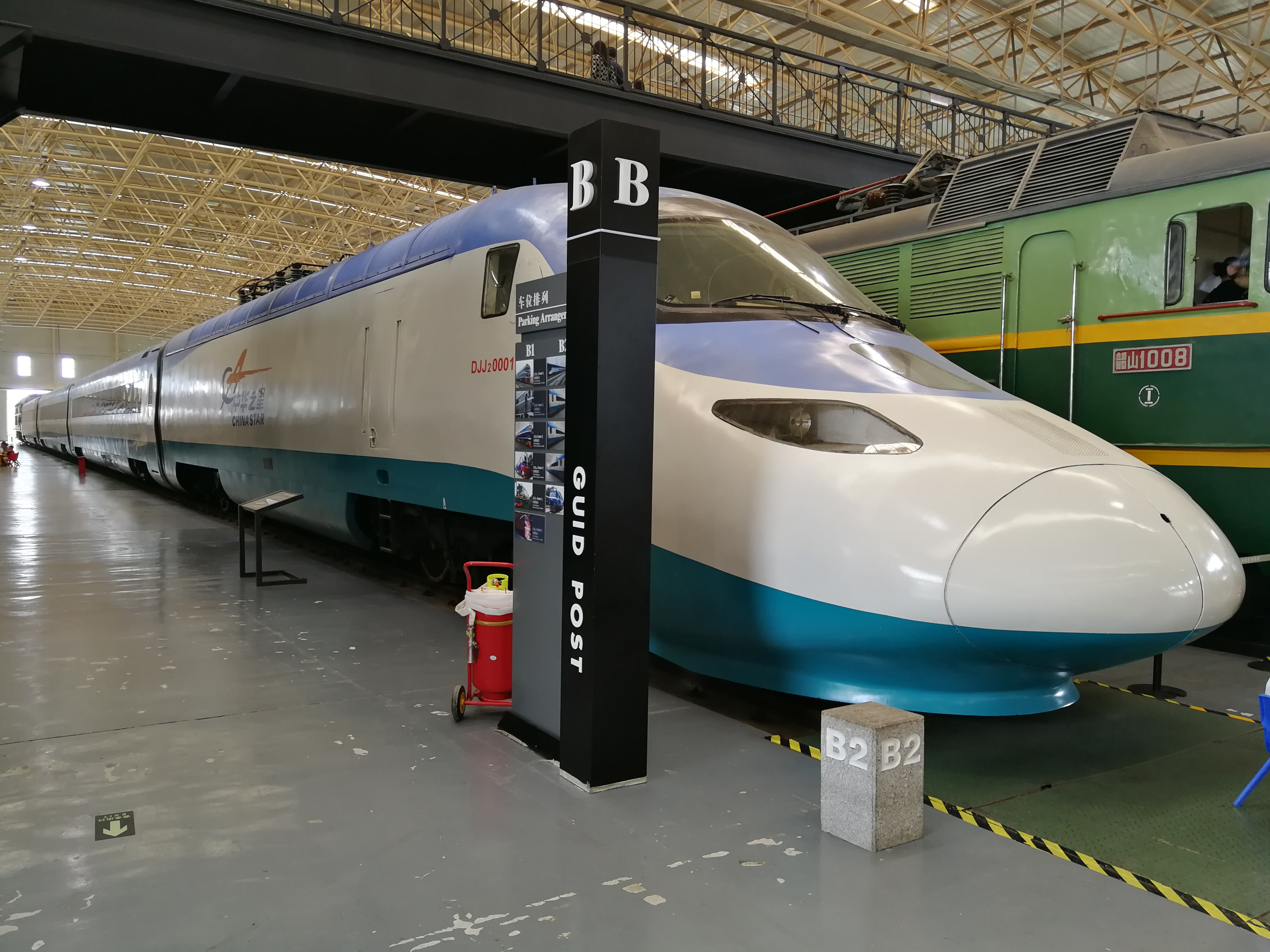
博物館で他の車両とともに展示されているDJJ2の車両

2013年現在、先頭車両を含む4両が北京市の中国鉄道博物館東郊館で展示されている。

## 編成
| 外観           | 右側           | 右側           | 中国国鉄DJJ2型電車，向右プラス方向行驶，前パンタグラフ升起，連結器は覆閉鎖(其中1等車图像尚未绘制，暂用2等車表示) | 中国国鉄DJJ2型電車，向右プラス方向行驶，前パンタグラフ升起，連結器は覆閉鎖(其中1等車图像尚未绘制，暂用2等車表示) | 中国国鉄DJJ2型電車，向右プラス方向行驶，前パンタグラフ升起，連結器は覆閉鎖(其中1等車图像尚未绘制，暂用2等車表示) | 中国国鉄DJJ2型電車，向右プラス方向行驶，前パンタグラフ升起，連結器は覆閉鎖(其中1等車图像尚未绘制，暂用2等車表示) | 中国国鉄DJJ2型電車，向右プラス方向行驶，前パンタグラフ升起，連結器は覆閉鎖(其中1等車图像尚未绘制，暂用2等車表示) | 中国国鉄DJJ2型電車，向右プラス方向行驶，前パンタグラフ升起，連結器は覆閉鎖(其中1等車图像尚未绘制，暂用2等車表示) | 中国国鉄DJJ2型電車，向右プラス方向行驶，前パンタグラフ升起，連結器は覆閉鎖(其中1等車图像尚未绘制，暂用2等車表示) | 中国国鉄DJJ2型電車，向右プラス方向行驶，前パンタグラフ升起，連結器は覆閉鎖(其中1等車图像尚未绘制，暂用2等車表示) | 中国国鉄DJJ2型電車，向右プラス方向行驶，前パンタグラフ升起，連結器は覆閉鎖(其中1等車图像尚未绘制，暂用2等車表示) | 中国国鉄DJJ2型電車，向右プラス方向行驶，前パンタグラフ升起，連結器は覆閉鎖(其中1等車图像尚未绘制，暂用2等車表示) | 中国国鉄DJJ2型電車，向右プラス方向行驶，前パンタグラフ升起，連結器は覆閉鎖(其中1等車图像尚未绘制，暂用2等車表示) |
| 外観           | 左側           | 左側           | DJJ2 0001A，動力車(編成中の機関車部)，左側                                                                       | RZ1 25DT 10977，1等柔席車 YIDENGZUOCHE(图像尚未绘制，暂用2等車表示)，左側                                        | RZ1 25DT 10978，1等柔席車 YIDENGZUOCHE(图像尚未绘制，暂用2等車表示)，左側                                        | RZ2 25DT 10979，2等柔席車 ERDENGZUOCHE，左側                                                                     | RZ2 25DT 10980，2等柔席車 ERDENGZUOCHE，左側                                                                     | RZ2 25DT 10981，食堂バー車 JIUBACHE，左側                                                                        | RZ2 25DT 10982，2等柔席車 ERDENGZUOCHE，左側                                                                     | RZ2 25DT 10983，2等柔席車 ERDENGZUOCHE，左側                                                                     | RZ2 25DT 10984，2等柔席車 ERDENGZUOCHE，左側                                                                     | RZ2 25DT 10985，2等柔席車 ERDENGZUOCHE，左側                                                                     | DJJ2 0001B，動力車(編成中の機関車部)，右側                                                                       |
| 車番号         | 車番号         | 車番号         | - | 1 | 2 | 3 | 4 | 5 | 6 | 7 | 8 | 9 | - |
| 車に向かって   | 車に向かって   | 車に向かって   | ←(プラス方向) | ←(プラス方向) | ←(プラス方向) | ←(プラス方向) | ←(プラス方向) | ←(プラス方向) | ←(プラス方向) | ←(プラス方向) | ←(プラス方向) | ←(プラス方向) | →(逆方向) |
| 車両コード     | 製造当初の番号 | 製造当初の番号 | DJJ20001A | RZ125DT 10977 | RZ125DT 10978 | RZ225DT 10979 | RZ225DT 10980 | RZ225DT 10981 | RZ225DT 10982 | RZ225DT 10983 | RZ225DT 10984 | RZ225DT 10985 | DJJ20001B |
| 車両コード     | 改番後の番号   | 改番後の番号   | DJJ20001A | RZ125DT110977 | RZ125DT110978 | RZ225DT110979 | RZ225DT110980 | RZ225DT110981 | RZ225DT110982 | RZ225DT110983 | RZ225DT110984 | RZ225DT110985 | DJJ20001B |
| 車両コード     | 颜色           | 颜色           | 無地の赤い字 | 無地の緑の字 | 無地の緑の字 | 無地の緑の字 | 無地の緑の字 | 無地の赤い字 | 無地の赤い字 | 無地の赤い字 | 無地の赤い字 | 無地の赤い字 | 無地の赤い字 |
| 技術の特徴     | 型番           | 型番           | DJJ2 | RZ125DT | RZ125DT | RZ225DT | RZ225DT | RZ225DT | RZ225DT | RZ225DT | RZ225DT | RZ225DT | DJJ2 |
| 技術の特徴     | 車のタイプ     | 車のタイプ     | 動力車(Mc) | 付随車(T) | 付随車(T) | 付随車(T) | 付随車(T) | 付随車(T) | 付随車(T) | 付随車(T) | 付随車(T) | 付随車(T) | 動力車(Mc) |
| 技術の特徴     | 動力の分布     | 動力の分布     | ●● ●● | ○○ ○○ | ○○ ○○ | ○○ ○○ | ○○ ○○ | ○○ ○○ | ○○ ○○ | ○○ ○○ | ○○ ○○ | ○○ ○○ | ●● ●● |
| 技術の特徴     | 重さ           | 重さ           | 78トン | ？ | ？ | ？ | ？ | ？ | ？ | ？ | ？ | ？ | 78トン |
| 技術の特徴     | 軸式           | 軸式           | Bo-Bo | 2-2 | 2-2 | 2-2 | 2-2 | 2-2 | 2-2 | 2-2 | 2-2 | 2-2 | Bo-Bo |
| 技術の特徴     | 平均軸重       | 平均軸重       | 19.5トン | ？ | ？ | ？ | ？ | ？ | ？ | ？ | ？ | ？ | 19.5トン |
| 技術の特徴     | 主要設備       | 主要設備       | パンタグラフ x1                                                                                                  | - | - | - | - | - | - | - | - | - | パンタグラフ x1                                                                                                  |
| 技術の特徴     | 主要設備       | 主要設備       | 高圧引通線のつなぎ合わせます                                                                                     | 高圧引通線及のつなぎ合わせます                                                                                   | 高圧引通線及のつなぎ合わせます                                                                                   | 高圧引通線及のつなぎ合わせます                                                                                   | 高圧引通線及のつなぎ合わせます                                                                                   | 高圧引通線及のつなぎ合わせます                                                                                   | 高圧引通線及のつなぎ合わせます                                                                                   | 高圧引通線及のつなぎ合わせます                                                                                   | 高圧引通線及のつなぎ合わせます                                                                                   | 高圧引通線及のつなぎ合わせます                                                                                   | 高圧引通線のつなぎ合わせます                                                                                     |
| 技術の特徴     | 主要設備       | 主要設備       | 牽引変圧器 x1 | - | - | - | - | - | - | - | - | - | 牽引変圧器 x1 |
| 技術の特徴     | 主要設備       | 主要設備       | 牽引コンバーター x2                                                                                              | - | - | - | - | - | - | - | - | - | 牽引コンバーター x2                                                                                              |
| 技術の特徴     | 主要設備       | 主要設備       | 動力台車 x2 | 无動力台車 | 无動力台車 | 无動力台車 | 无動力台車 | 无動力台車 | 无動力台車 | 无動力台車 | 无動力台車 | 无動力台車 | 動力台車 x2 |
| 技術の特徴     | 主要設備       | 主要設備       | 動力制動(再生して主として、抵抗の予備)                                                                           | - | - | - | - | - | - | - | - | - | 動力制動(再生して主として、抵抗の予備)                                                                           |
| 技術の特徴     | 主要設備       | 主要設備       | 空気制動(電気指令式)                                                                                             | | | | | | | | | | |
| 技術の特徴     | 主要設備       | 主要設備       | 再粘着制御 | | | | | | | | | | |
| 技術の特徴     | 車体           | 車体           | アルミニウム合金のトップカバー                                                                                   | 大型中空アルミニウム合金材料の車体                                                                               | 大型中空アルミニウム合金材料の車体                                                                               | 大型中空アルミニウム合金材料の車体                                                                               | 大型中空アルミニウム合金材料の車体                                                                               | 線は溶接しますの気密のステンレスの車体                                                                           | 線は溶接しますの気密のステンレスの車体                                                                           | 線は溶接しますの気密のステンレスの車体                                                                           | 線は溶接しますの気密のステンレスの車体                                                                           | 線は溶接しますの気密のステンレスの車体                                                                           | アルミニウム合金のトップカバー                                                                                   |
| 技術の特徴     | 車体           | 車体           | ステンレスの車体                                                                                                 | 大型中空アルミニウム合金材料の車体                                                                               | 大型中空アルミニウム合金材料の車体                                                                               | 大型中空アルミニウム合金材料の車体                                                                               | 大型中空アルミニウム合金材料の車体                                                                               | 線は溶接しますの気密のステンレスの車体                                                                           | 線は溶接しますの気密のステンレスの車体                                                                           | 線は溶接しますの気密のステンレスの車体                                                                           | 線は溶接しますの気密のステンレスの車体                                                                           | 線は溶接しますの気密のステンレスの車体                                                                           | ステンレス車体                                                                                                   |
| 技術の特徴     | 車体           | 車体           | 超軽量全体は構造を積載します                                                                                     | 超軽量薄い壁の筒の形の構造                                                                                       | 超軽量薄い壁の筒の形の構造                                                                                       | 超軽量薄い壁の筒の形の構造                                                                                       | 超軽量薄い壁の筒の形の構造                                                                                       | 超軽量薄い壁の筒の形の構造                                                                                       | 超軽量薄い壁の筒の形の構造                                                                                       | 超軽量薄い壁の筒の形の構造                                                                                       | 超軽量薄い壁の筒の形の構造                                                                                       | 超軽量薄い壁の筒の形の構造                                                                                       | 超軽量全体は構造を積載します                                                                                     |
| 技術の特徴     | 車体           | 車体           | 複合材料製のマスク                                                                                               | 超軽量薄い壁の筒の形の構造                                                                                       | 超軽量薄い壁の筒の形の構造                                                                                       | 超軽量薄い壁の筒の形の構造                                                                                       | 超軽量薄い壁の筒の形の構造                                                                                       | 超軽量薄い壁の筒の形の構造                                                                                       | 超軽量薄い壁の筒の形の構造                                                                                       | 超軽量薄い壁の筒の形の構造                                                                                       | 超軽量薄い壁の筒の形の構造                                                                                       | 超軽量薄い壁の筒の形の構造                                                                                       | 複合材料製のマスク                                                                                               |
| 技術の特徴     | 台車           | 型番           | ICE1/2から模造した動力台車                                                                                       | CW-300 | CW-300 | CW-300 | CW-300 | SW-300 | SW-300 | SW-300 | SW-300 | SW-300 | ICE1/2から模造した動力台車                                                                                       |
| 技術の特徴     | 台車           | 付属の設備     | 駆動制動ユニット x2                                                                                              | - | - | - | - | - | - | - | - | - | 駆動制動ユニット x2                                                                                              |
| 技術の特徴     | 台車           | 付属の設備     | 牽引電機 x4 | - | - | - | - | - | - | - | - | - | 牽引電機 x4 |
| 載員の空間     | 載員の空間     | 載員の空間     | 運転手室 | 乗客室，1等座席，2列+2列配置，テレビ                                                                             | 乗客室，1等座席，2列+2列配置，テレビ                                                                             | 乗客室，2等座席，2列+3列配置                                                                                     | 乗客室，2等座席，2列+3列配置                                                                                     | 酒吧区 | 乗客室，2等座席，2列+3列配置                                                                                     | 乗客室，2等座席，2列+3列配置                                                                                     | 乗客室，2等座席，2列+3列配置                                                                                     | 乗客室，2等座席，2列+3列配置                                                                                     | 運転手室 |
| 載員の空間     | 載員の空間     | 載員の空間     | 設備室 | 乗務員室 | 乗務員室 | 乗務員室 | 乗務員室 | バーのカウンター、供給と加熱の食事はつけます                                                                     | 乗務員室 | 乗務員室 | 乗務員室 | 乗務員室 | 設備室 |
| 載員の空間     | 載員の空間     | 載員の空間     | 設備室 | 便所 | 便所 | 便所 | 便所 | レストラン区 | 便所 | 便所 | 便所 | 便所 | 設備室 |
| 載員の空間     | 載員の空間     | 載員の空間     | 設備室 | 便所 | 便所 | 便所 | 便所 | 中央監視抑制室、技師が駐留                                                                                       | 便所 | 便所 | 便所 | 便所 | 設備室 |
| 生産のメーカー | 生産のメーカー | 生産のメーカー | 株州電力機関車工場                                                                                               | 長春軌道客車工場                                                                                                 | 長春軌道客車工場                                                                                                 | 長春軌道客車工場                                                                                                 | 長春軌道客車工場                                                                                                 | 四方機関車車両工場                                                                                               | 四方機関車車両工場                                                                                               | 四方機関車車両工場                                                                                               | 四方機関車車両工場                                                                                               | 四方機関車車両工場                                                                                               | 大同電力機関車工場                                                                                               |
| 車番号         | 車番号         | 車番号         | - | 1 | 2 | 3 | 4 | 5 | 6 | 7 | 8 | 9 | - |